# 德国号战列舰
德国号战列舰或称德意志号战列舰（德語：SMS Deutschland）是德意志帝国海军所建造的五艘德国级前无畏战列舰的首舰，在两座双联装炮塔内装备有四门208毫米40倍径速射炮作为主炮。该舰由基尔的日耳曼尼亚船厂承建，于1903年6月开始龙骨架设，1904年11月下水。自1906年8月3日投入舰队服役，较无畏号提前了几个月。后者配备有十门大口径炮，是革命性“全装重型火炮”概念下的第一艘战列舰，这使得德国号及其同级舰从服役之初便沦为过时。
德国号在入役后便担任公海舰队的旗舰，直至其1912年被转移至第二战列分舰队。随着第一次世界大战于1914年7月爆发，它与姊妹舰受命承担易北河河口及德意志湾的防御任务，以阻挡潜在的英国入侵可能。德国号与第二分舰队余部在战争的头两年参与了大部分的大规模舰队行动，并在1916年5月31日至6月1日爆发的日德兰海战达到高潮。在战斗首日夜晚，德国号及其它前无畏舰于撤退前曾与几艘英国战列巡洋舰短暂交火。
日德兰海战后，前无畏舰被证明在面对更现代化的战列舰时显得太过孱弱，德国号及其三艘幸存姊妹舰遂被转移至岸防职责。至1917年，它们被完全撤出作战，解除武装，并仅担任辅助任务。德国号于威廉港被用作宿营船直至战争结束。它于1920年1月25日从海军序列中除名，并在同年售予拆船商，最终于1922年拆解报废。

## 设计

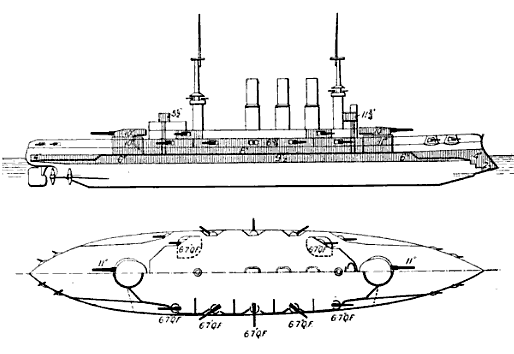
德国级舰只线条画

1900年，时任国家海军办公室国务秘书的海军中将阿尔弗雷德·冯·提尔皮茨促成第二部《德国舰队法》的通过，为接下来十七年新建20艘战列舰提供了资金保障。第一批是五艘不伦瑞克级战列舰，于20世纪初开始建造；此后不久，设计工作进行了后续改进，成为德国级。德国级舰只与不伦瑞克级大体相似，惟装甲防护有所改进。它们还弃用了用于支承副炮的翼炮塔，并将副炮安置在传统的炮廓内，以节省重量。装备了十门12英寸（300）主炮的英国战列舰无畏号于1906年12月入役。无畏号的革命性设计使得当时德意志帝国海军的所有主力舰都沦为二流，其中包括德国级。
德国号战列舰的水线长度和全长分别为125.9米和127.6米，舷宽22.2米，有8.21米的前吃水。它在标准载荷下的排水量为13191吨，满载排水量为14218。舰只还配备有两个重型军用桅杆。船员编制为35名军官及708名士兵。舰只动力由三台三胀式蒸汽机提供，每台负责驱动一副螺旋桨，使得德国号在16,000匹公制馬力（11,768千瓦特）的额定功率下的最高速度达到18節（33每小時）。蒸汽由十二台苏格兰式船用锅炉输送至发动机，锅炉燃煤所产生的烟气则通过三副烟囱排出。德国号的燃煤贮存量高达1540吨，它可以10節（19每小時）的均速续航4,850海里（8,980）。
德国号的主舰炮为安装在两座双联装炮塔内的四门280毫米40倍径速射炮，其仰角与前级战列舰不伦瑞克级相同，但射击范围增大至270°；采用电动或手动进行旋转、俯仰等操作，而未采用水压式。副炮则由十四门独立安装在舰舯炮廓内的170毫米40倍径速射炮组成。另有单架安装的二十二门88毫米35倍径速射炮主要用作防御鱼雷艇。此外，依照这一时期主力舰的惯例，它还配备了六具450毫米鱼雷发射管，均置于船体的水下部分。舰只受到克虏伯生产的渗碳装甲保护。其装甲带在水线的厚度为225毫米，并在下缘逐渐弱化至140毫米。舰舯堡垒的重型装甲主要保护其弹药舱及轮机舱，而船体两端则覆以较薄的板材。德国号的主甲板装甲厚度为40毫米，主炮炮塔的装甲则有280厚。

## 服役历史

### 建成至1908年
德国号战列舰是继1874年的德国号铁甲舰之后，第二艘以“德国”命名的军舰。这艘现代战列舰旨在与德意志帝国海军的其它战列舰共同在德国战列线上作战。它于1903年7月20日在基尔的日耳曼尼亚船厂开始龙骨架设，并于1904年11月19日下水。海试则从1906年8月3日一直持续至9月底。9月26日，当海军上将海因里希亲王登舰升起自己的旗帜时，德国号正式取代威廉二世皇帝号成为现役作战舰队的旗舰。其首任舰长是海军上校威廉·贝克尔，但他仅在舰上服役了一个月，便于9月由海军上校京特·冯·克罗西克所接替。舰只被战术部署至第二战列分舰队，以取代旧战列舰魏森堡号，但作为舰队旗舰，它并不隶属于分舰队指挥官。海因里希亲王是新上任的舰队总司令，他着手训练舰队，尤其强调精准的火炮和部队的机动性。

沙皇尼古拉二世（左）与德皇威廉二世于德国号甲板上会晤（1907年）

1906年12月，德国号参加了在北海的训练演习，然后返回基尔。1907年2月16日，舰队更名为公海舰队。随后于1907年初在北海的演习中，舰队巡航至丹麦斯卡恩，接着对基尔的主要海军基地进行了模拟攻击。进一步的演习在5月至6月间举行。6月则在舰队训练后巡航至挪威。从挪威回国后，德国号于8月驶往斯维内明德，在那里，俄国沙皇尼古拉二世搭乘自己的游艇座旗号访问德国舰队。此后，舰队每年都会召集秋季舰队演习，由舰队大部于8月及9月举行。但这一年的演习被迫推迟，以满足德皇威廉二世在希利希锚区对112艘军舰进行大型海上阅兵。在下一年的秋季演习中，舰队先是在北海训练，然后与陆军第九军在阿彭拉德周边进行联合演习。演习结束后，德国号于9月14日返回基尔。11月，它参加了在卡特加特海峡的部队训练，然后被送至旱坞进行例行改装。
1908年2月，德国号参加了在波罗的海的舰队演习。随着威廉二世登舰，它于3月7日出席了德国第一艘无畏舰——拿骚号的下水仪式，然后又搭载着威廉二世在小巡洋舰柏林号的陪同下，对德意志湾的黑尔戈兰岛进行视察。5月至6月，舰队训练在黑尔戈兰岛外围举行；威廉皇储作为德皇之子，登上德国号观察了是次训练。1908年7月，德国号和舰队余部驶入大西洋进行大规模的训练巡航。海因里希亲王在前一年曾力推类似的巡航，认为这将使舰队为海外行动做好准备，并可打破仅在德国水域训练的单调局面——尽管英德海军军备竞赛已造成高度紧张的局势。舰队于7月17日离开基尔，穿过威廉皇帝运河进入北海，并继续前往大西洋。在巡航期间，德国号曾分别于葡萄牙的丰沙尔和加那利群岛的圣克鲁斯-德特内里费作停留。舰队于8月13日返回德国。秋季演习随后则从8月27日至9月12日举行。同年晚些时候，舰队还巡访了德国的沿海城市，以答谢民众对海军增加开支的支持。

### 1909－1914年

航行中的德国号，约1908年

次年，即1909年，也遵循着几乎相同的训练模式。海军上校埃勒·贝林于4月接替冯·克罗西克成为新任舰长。在6月，德国号以优异的射击成绩赢得了第二分舰队的“凯撒炮术奖（Kaiser's Schießpreis）”。进入大西洋的另一次巡航是在7月7日至8月1日举行，期间德国号曾停靠于西班牙的毕尔巴鄂。而在返回德国途中，公海舰队在斯皮特黑德受到了英国皇家海军的接待。经过另一轮演习后，德国号进行定期检修。在改装过程中，德国号配备了额外的基座式探照灯，成为德国海军第一艘搭载有X光机的舰只。1909年末，海因里希亲王的职位被海军上将亨寧·馮·霍爾岑多夫接任，后者保留了德国号作为其旗舰的地位。霍尔岑多夫的舰队总司令任期被烙上了战略实验的印记，这是由于新式水下武器造成的威胁与日俱增，以及新的拿骚级战列舰太宽而无法通过威廉皇帝运河。因此，舰队在1910年4月1日从基尔转移至威廉港。
1910年5月，舰队在卡特加特海峡进行了训练演习。这些都符合霍尔岑多夫的战略，他设想将皇家海军吸引至那里的狭窄水域。年度夏季巡航是前往挪威，随后是舰队训练，期间还于8月29日在但泽举行了另一次海上阅兵。德国号于该年再度赢得“凯撒炮术奖”。11月，在德国号、通报舰赫拉号及公文船斯雷普尼尔号的陪同下，德皇威廉二世前往弗伦斯堡主持穆尔维克海军学院的开幕典礼。但由于德国号的吃水太深，以至于无法进入弗伦斯堡峡湾外围的盖尔廷湾，威廉二世遂转移至斯雷普尼尔号。进入波罗的海的训练巡航随后在年底进行。1911年3月初，德国号再次搭载威廉二世前往黑尔戈兰岛；这趟旅程之后则是当月于斯卡格拉克海峡和卡特加特海峡进行的舰队训练。6月和7月，德国号及舰队余部在基尔分别接见了英国和美国的海军分舰队。同年的秋季巡航仅限于驶至波罗的海和卡特加特海峡，而德国号也第三次赢得炮术奖。此外，在出访奥匈帝国进行训练期间，还举办了另外一次海上阅兵，检阅者包括奥匈皇储弗朗茨·斐迪南大公及海军总司令鲁道夫·蒙特库科利。德国总理特奥巴登·冯·贝特曼-霍尔维格也登上德国号出席了阅兵式。10月1日，德国号被解除了对第二分舰队的战术部署，这是由于帝国议会批准舰队保留17艘战列舰在役——第一和第二分舰队各有8艘战列舰，因此除了旗舰，舰队自此还可以保留两个完整的分舰队。
在1912年中期，由于阿加迪尔危机，夏季巡航仅限于波罗的海，以避免在与英国和法国的紧张局势加剧期间暴露舰队。9月，在秋季演习之后，德国号于波罗的海水域擱淺。由此造成的损坏需要进入旱坞维修，修复工作于11月完成，这使得该舰得以参加在波罗的海的冬季巡航。而在10月的舰只维修期间，海军上校胡戈·莫伊雷尔接管了德国号的指挥权。1913年1月30日，霍尔岑多夫卸任舰队总司令，这在很大程度上是由于威廉二世对其战略眼光的不满。海军中将腓特烈·馮·英格諾爾于当日接任了霍尔岑多夫的职位；但仅一天后，于1月31日，他便将其旗帜从德国号降下，并转移至新的无畏舰腓特烈大帝号，进而由后者取代德国号为新旗舰。象征着旗舰的金色舰艏装饰被移除，德国号回到第二战列分舰队的队伍中。这一年的训练进程与往年的模式大致相同。德国号曾于1913年末临时恢复旗舰职责，这是因为腓特烈大帝号正在旱坞进行定期维护。

### 第一次世界大战
1914年7月14日，前往挪威的年度夏季巡航启动。七月危机期间的战争威胁导致德皇威廉二世在仅两周后便提前结束行程巡航；舰队于7月底全数返回港口。德国号在29日抵达基尔，并于8月1日转移至威廉港。随着战争的爆发，德国号和第二分舰队余部被委任在易北河河口担当海岸防御。这项任务在10月2日至23日中断，当时德国号返回威廉港，并从10月27日至11月3日期间于基尔进行大修。11月10日，它参加了进入波罗的海往博恩霍姆島的扫荡任务，并在两日后无果而返。至11月17日，该舰再次驻扎于易北河附近的海岸。虽然它的姊妹舰在12月15－16日对突袭英格兰海岸的任务提供掩护，但德国号却仍然留在易北河口担当警戒值勤。
德国号于1915年1月21日返回威廉港，两天后，英格诺尔临时将该舰作为旗舰，而腓特烈大帝号则被转移至波罗的海进行训练。在此期间，多格滩海战爆发，德国的大巡洋舰布吕歇尔号被击沉，而公海舰队的战列舰却未能进行干预。于是当英格诺尔在2月1日返回腓特烈大帝号后，其舰队总司令一职被海军中将胡戈·冯·波尔取代。德国号重新前往易北河河口开外执行沿海巡逻。1915年2月21日，它驶入基尔的船坞，保养工作持续至3月12日。之后，德国号再度担当易北河的警戒值勤，并自3月14日起成为第二分舰队的旗舰，受海军少将菲利克斯·冯克指挥，但他于8月12日又被弗朗茨·毛弗少将所接替。9月21日，德国号前往波罗的海进行训练，并于10月11日完结，之后它再次驶入基尔的旱坞维修。
沿海防御值勤一直持续至1916年初。德国号于1916年2月27日至4月7日期间被转移至伏尔铿设于汉堡的旱坞作进一步维护。在1916年4月24－25日，德国号及其四艘姊妹舰加入至公海舰队的无畏舰群——此时已由海军中将赖因哈德·舍尔担任总司令，对炮击英格兰海岸的第一侦察集群提供支援。在前往预定目标的途中，大巡洋舰塞德利茨号因不慎触雷而被迫提前返航。第一侦察集群余部则对雅茅斯和洛斯托夫特实施了短暂的炮击。而由于能见度差，行动很快被叫停，并在英国舰队尚未及拦截前离开。5月4日，德国号又参与了一次在犄角礁外围针对英国舰只的出击，但无功而返。分舰队演习随后于5月11日至22日在波罗的海进行。

#### 日德兰海战

英国（蓝）及德国（红）舰队在日德兰海战中的主要调遣图

舍尔计划立即再次发动向北海进击，然而塞德利茨号的损坏和第三战列分舰队几艘无畏舰的冷凝器故障迫使计划被推迟至5月底。行动于5月31日展开，第二战列分舰队此时拥有参与战斗的最弱战列舰——由于守备易北河口的波美拉尼亚号人员不足，且缺少了因损耗严重而撤出现役的洛林号；该部队成为了德国战列线中的殿后部队。当日16:00前不久，第一侦察集群的大巡洋舰遇到了由戴维·贝蒂率领的英国第1战列巡洋分舰队。双方就此展开火炮对决，其中英国的不倦号在17:00过后、以及玛丽王后号在不足一个半小时后均被摧毁。与此同时，德国的大巡洋舰为了将英国舰只引向公海舰队的主力而向南航行。当意识到落入德国人的圈套后，贝蒂将他的舰只调转回大舰队方向。舍尔命令舰队以最快的速度追击正在撤退的英国第5战列分舰队。德国号及其它前无畏舰比起无畏舰显著更慢，并迅速落后。至19:30，大舰队已经抵达现场，面对舍尔具有明显的数量优势。德国舰队的机动性因受到前无畏舰的影响而严重受阻；如果舍尔下令立即转向往德国，他将不得不牺牲速度较慢的舰只以方便逃脱。
舍尔通过“掉头交战”扭转了舰队的航向，这一操作要求德国战列线的每个部队同时调转180°。由于落在后方，第二战列分舰队无法在调转后遵循新的航向。因此，德国号及其分舰队的另外五艘舰都处于德国战列线的非交战一侧。毛弗曾考虑将他的舰只移动至战列线尾端，跟随在第三战列分舰队的无畏舰之后；但当他意识到此举将会对海军上将弗朗茲·馮·希佩爾麾下的大巡洋舰机动造成干扰后，他决定取消这项移动。作为替代，毛弗试图将其舰只置于战列线的最前端。当天晚些时候，处境窘迫的第一侦察集群大巡洋舰遭到了其英国同行的追击。德国号和其它所谓的“五分钟舰”遂通过在对方战列巡洋分舰队之间穿行来提供支援。糟糕的能见度使得随后的交战变得简短，德国号在此期间仅发射了一枚280毫米炮。毛弗认为继续与更强大的战列巡洋舰交战是不明智的，于是下令向右转舵8点离开。
31日深夜，舰队编为夜间巡航队形返回德国。德国号、波美拉尼亚号和汉诺威号都落在了国王号之后，以及第三战列分舰队的其它无畏舰之后。英国驱逐舰对舰队进行了一系列攻击，其中一些是针对德国号。在混战中，德国号及国王号转向避开了实施攻击的驱逐舰，却因无法明确辨认目标而有效地与之交战；德国号在浓雾中仅发射了数枚88毫米炮，均无任何效果。此后不久，波美拉尼亚号被至少一枚鱼雷击中后爆炸，舰只碎片洒落在德国号周围。尽管如此，公海舰队还是成功突破了英国的驱逐舰群，并于6月1日凌晨04:00抵达犄角礁。数小时后，德国舰队再抵达威廉港，并由未受损的拿骚级和黑尔戈兰级无畏舰于锚区外围组成防御阵位。在海战过程中，德国号仅发射了一轮280毫米炮和五枚88毫米炮。该舰及其船员在敌方的炮火中则毫发无损。

#### 最终行动

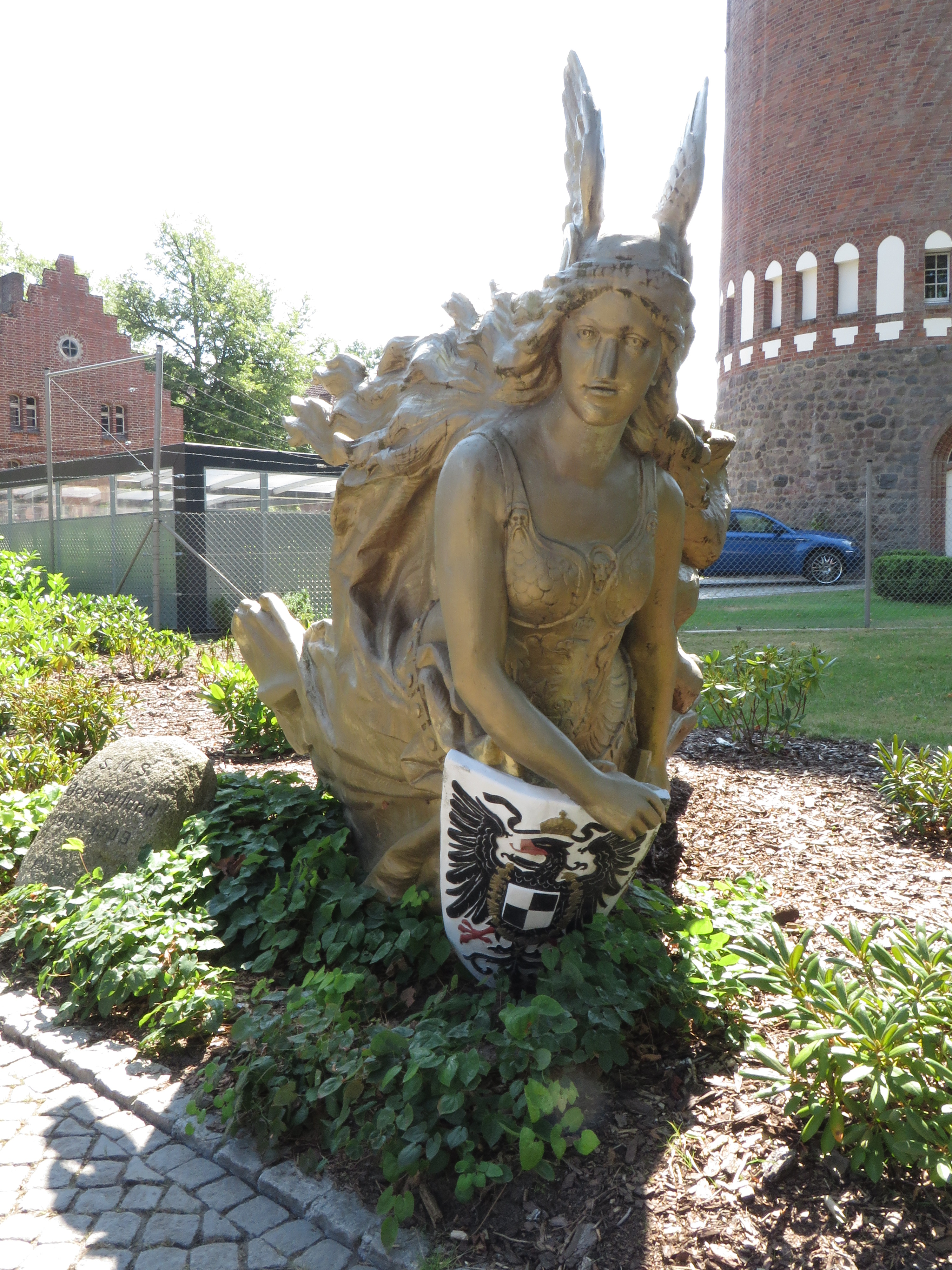
从德国号保留下来的（2014年）

日德兰海战后，德国号及其三艘幸存的姊妹舰又回到易北河口的警戒值勤。它们也偶尔转移至波罗的海驻防。日德兰的经验表明，前无畏舰在与无畏舰的舰队作战中没有立足之地，因此当公海舰队于8月18日再次出击时，它们被留在了基地。7月，海军上校鲁道夫·巴特尔斯取代莫伊雷尔成为德国号舰长；他的任期仅维持了一个月，之后又被末任舰长赖因霍尔德·施密特所接替。1916年底，第二分舰队的舰只被撤出公海舰队。从1916年12月22日至1917年1月16日，德国号被搁置在基尔湾。1月24日，该舰被带到汉堡进入旱坞维修，这项工作一直持续至4月4日。在船厂期间，德国号移除了其艉部船艛中最前端的一对88毫米炮，并安装了两门88毫米高射炮架。
德国号于7月28日驶离易北河口的阿尔滕布鲁赫锚地，然后前往波罗的海继续担当警戒值勤。在此期间，它曾短暂担任西波罗的海岸防司令的旗舰，直至9月10日被小巡洋舰斯德丁号所取代。8月15日，第二战列分舰队解散。两周后，即8月31日，德国号返抵基尔。它于9月10日退役。然后，德国号在它被转移至威廉港用作宿营船之前拆除了舰上武器。它的许多炮支被改装至陆地使用，例如海岸炮、野战炮或列车炮。1920年1月25日，德国号从海军序列中除名并出售报废，拆解工作于1922年完成。其舰艏装饰如今于埃肯弗德的水下武器学校中展出，舰钟则陈列于赫梅马克庄园的海因里希亲王陵墓内。